# Senefelderopsis
Senefelderopsis es un género de plantas de la familia Euphorbiaceae. Es originario de Sudamérica.

## Taxonomía
El género fue descrito por Julian Alfred Steyermark y publicado en Botanical Museum Leaflets 15: 45. 1951. La especie tipo es: Senefelderopsis croizatii Steyerm.

## Especies aceptadas
A continuación se brinda un listado de las especies del género Senefelderopsis aceptadas hasta octubre de 2012, ordenadas alfabéticamente. Para cada una se indica el nombre binomial seguido del autor, abreviado según las convenciones y usos.
- Senefelderopsis chiribiquetensis (R.E.Schult. & Croizat) Steyerm.
- Senefelderopsis croizatii Steyerm.